# 1740
1740 (MDCCXL) je bilo prestopno leto, ki se je po gregorijanskem koledarju začelo na petek, po 11 dni počasnejšem julijanskem koledarju pa na torek.

## Dogodki
- 1. januar

## Rojstva
- 6. maj - Gabriel Gruber, avstrijski jezuit, hidrotehnik, arhitekt († 1805)
- 2. junij - Donatien-Alphonse-François de Sade - markiz de Sade, francoski pisatelj († 1814)
- 24. december - Anders Johan Lexell, švedsko-ruski astronom, matematik († 1784)

## Smrti
- - Abas III., perzijski knez iz dinastije Safavidov (* 1730)